# 4: The Remix
Albums de Beyoncé
4
(2011) Beyoncé
(2013)
4: The Remix est un EP de l'artiste américaine Beyoncé. Il sort le 23 avril 2012 via Columbia Records. Il contient six remixes de chansons issues du quatrième album studio de Beyoncé, 4 (2011). : un remix par Dave Audé de Run the World (Girls), un remix par Isa Machine de Countdown, un remix par Lars B de Best Thing I Never Had, un remix de DJ Escape et Tony Coluccio de Love on Top et deux remixes de End of Time par WAWA et JIMEK.

## Genèse et développement

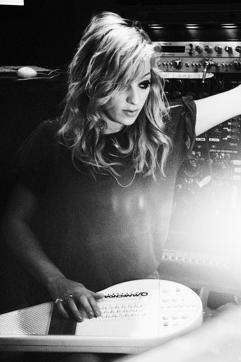
Isabella Summers (image) du groupe Florence and the Machine remixe Countdown.

Le 8 février 2012, il est annoncé via le site de Beyoncé et par un communiqué de presse de Parkwood Entertainment/Columbia Records que End of Time serait le cinquième single de 4. Avant cette sortie, Beyoncé lance un concours de remixes pour la chanson en association avec le site de partage audio SoundCloud, auquel participent les remixes des participants d'au moins 18 ans. Le concours, ouvert aux participants de 25 pays, a lieu du 8 février 2012 au 9 mars 2012 ; d'après le site de Beyoncé, le gagnant du concours gagnerait 4 000 dollars et son remix serait présent dans un disque à venir.
Plus de 2 000 remixes sont publiés sur SoundCloud le 4 mars 2012 et le lendemain, un autre communiqué de presse sort et annonce les membres du jury international chargés de choisir le gagnant du concours. Le jury est composé de Beyoncé, de la musicienne britannique Isabella Summers du groupe Florence and the Machine, du producteur et DJ néerlandais Afrojack, du duo polonais de producteurs et DJ WAWA, du premier DJ de New York Jus-Ske et du producteur-compositeur oscarisé Giorgio Moroder. Après que la communauté de SoundCloud ait voté, les 50 meilleures remixes éligibles sont examinés par le jury sur l'originalité, la créativité et la musicalité qui permettent au jury de donner des notes pour déterminer le gagnant. Le 17 avril 2012, Radzimir Debski, plus connu en tant que Jimek, est annoncé comme étant le gagnant via un communiqué,,.

## Sortie et production
Le 17 avril 2012, il est annoncé à travers un communiqué de presse que Beyoncé sortira un extended play de remixes intitulé 4: The Remix. La pochette et la date de sortie du 24 avril 2012, aux États-Unis, sont révélées le même jour via ce même communiqué. Le 23 avril 2012, l'EP sort dans les magasins numériques.
L'album comprend six remixes des chansons de Beyoncé présentes sur son quatrième album studio, 4 (2011), lesquelles ont été retravaillées et remaniées,,. Il débute avec le remix de Run the World (Girls) par Dave Audé, un remix de Countdown par Isa Machine, un remix de Best Thing I Never Had par Lars B, un remix de Love on Top par DJ Escape & Tony Coluccio et enfin, deux remixes de End of Time par WAWA et JIMEK,. Ben Norman de About.com donne son avis sur le remix de WAWA : « Le beat est génial et je sens que ce mixe peut faire bouger les gens dans les clubs. Il a assez d'attitude pour faire bouger les fans de Beyoncé. ».

## Liste des pistes
- Les crédits des chansons sont issus de la brochure de 4.

| 1.    | Run the World (Girls) (Dave Audé Club Remix)  | Terius Nash, Beyoncé Knowles, Wesley Pentz, David Taylor, Adidja Palmer, Nick van de Wall                     | 8:32 |
| 2.    | Countdown (Isa Machine Remix)                 | Nash, Shea Taylor, Knowles, Ester Dean, Cainon Lamb, Julie Frost, Michael Bivins, Nathan Morris, Wanya Morris | 3:30 |
| 3.    | Best Thing I Never Had (Lars B Remix)         | Antonio Dixon; Kenneth Edmonds; Larry Griffin, Jr.; Knowles; Caleb McCampbell; Patrick Smith; S. Taylor       | 7:10 |
| 4.    | Love on Top (DJ Espace & Tony Coluccio Remix) | Knowles, Nash, S. Taylor                                                                                      | 8:06 |
| 5.    | End of Time (WAWA Extended)                   | Knowles, Dave Taylor, S. Taylor, Nash                                                                         | 5:35 |
| 6.    | End of Time (JIMEK Remix)                     | Knowles, D. Taylor, S. Taylor, Nash                                                                           | 3:55 |
| 36:51 |                                               | |      |

## Crédits
Crédits de 4: The Remix tirés du livret de l'EP:
- Beyoncé Knowles — chanteuse, compositrice,  parolière, productrice exécutive, productrice
- The-Dream — compositeur, parolier
- Diplo — compositeur, parolier, producteur additionnel
- Switch — compositeur, parolier, producteur additionnel
- Vybz Kartel — compositeur, parolier
- Afrojack — compositeur, parolier
- Ester Dean — compositrice, parolière

## Historique de sortie
| Pays/Territoire  | Date          | Format         | Label    |
| ---------------- | ------------- | -------------- | -------- |
| Argentine        | 23 avril 2011 | Téléchargement | Columbia |
| Australie        | 23 avril 2011 | Téléchargement | Columbia |
| Belgique         | 23 avril 2011 | Téléchargement | Columbia |
| Brésil           | 23 avril 2011 | Téléchargement | Columbia |
| Canada           | 23 avril 2011 | Téléchargement | Columbia |
| Colombie         | 23 avril 2011 | Téléchargement | Columbia |
| Danemark         | 23 avril 2011 | Téléchargement | Columbia |
| Finlande         | 23 avril 2011 | Téléchargement | Columbia |
| France           | 23 avril 2011 | Téléchargement | Columbia |
| Grèce            | 23 avril 2011 | Téléchargement | Columbia |
| Irlande          | 23 avril 2011 | Téléchargement | Columbia |
| Malte            | 23 avril 2011 | Téléchargement | Columbia |
| Mexique          | 23 avril 2011 | Téléchargement | Columbia |
| Pays-Bas         | 23 avril 2011 | Téléchargement | Columbia |
| Nouvelle-Zélande | 23 avril 2011 | Téléchargement | Columbia |
| Pologne          | 23 avril 2011 | Téléchargement | Columbia |
| Suède            | 23 avril 2011 | Téléchargement | Columbia |
| Royaume-Uni      | 23 avril 2011 | Téléchargement | Columbia |
| États-Unis       | 23 avril 2011 | Téléchargement | Columbia |

## Classements
Bien qu'il soit sorti uniquement en téléchargement, l'EP apparaît dans le UK R&B Albums Chart à la 28e place et à la 44e du UK Budget Albums dans la semaine du 5 mai 2012. Dans les classements Billboard du 12 mai 2012, 4: The Remix débute à la 11e position du classement US Dance/Electronic Albums et à la 30e du classement R&B/Hip Hop Albums.
| Classement (2012)          | Meilleure position |
| -------------------------- | ------------------ |
| UK R&B Albums Chart        | 28                 |
| UK Budget Albums Chart     | 44                 |
| US Dance/Electronic Albums | 11                 |
| US R&B/Hip Hop Albums      | 30                 |